# Cerynea vivida
Cerynea vivida là một loài bướm đêm trong họ Erebidae.